# Het Noorden (Texel)
Het Noorden is een polder en buurtschap in de gemeente Texel in de provincie Noord-Holland.
De polder is gelegen aan de rand van Eierland, net ten noorden van het dorp Oosterend. De polder werd in 1876 ingepolderd en is 791 hectare groot. Het is daarmee de laatste grote inpoldering van het waddeneiland Texel. De molen Het Noorden werd in 1878 gebouwd voor het bemalen van de polder en is nog steeds actief.
In de polder liggen de natuurgebieden Drijvers Vogelweid De Bol (sinds 1937 eigendom van Natuurmonumenten) en Utopia (aangelegd in 2009).

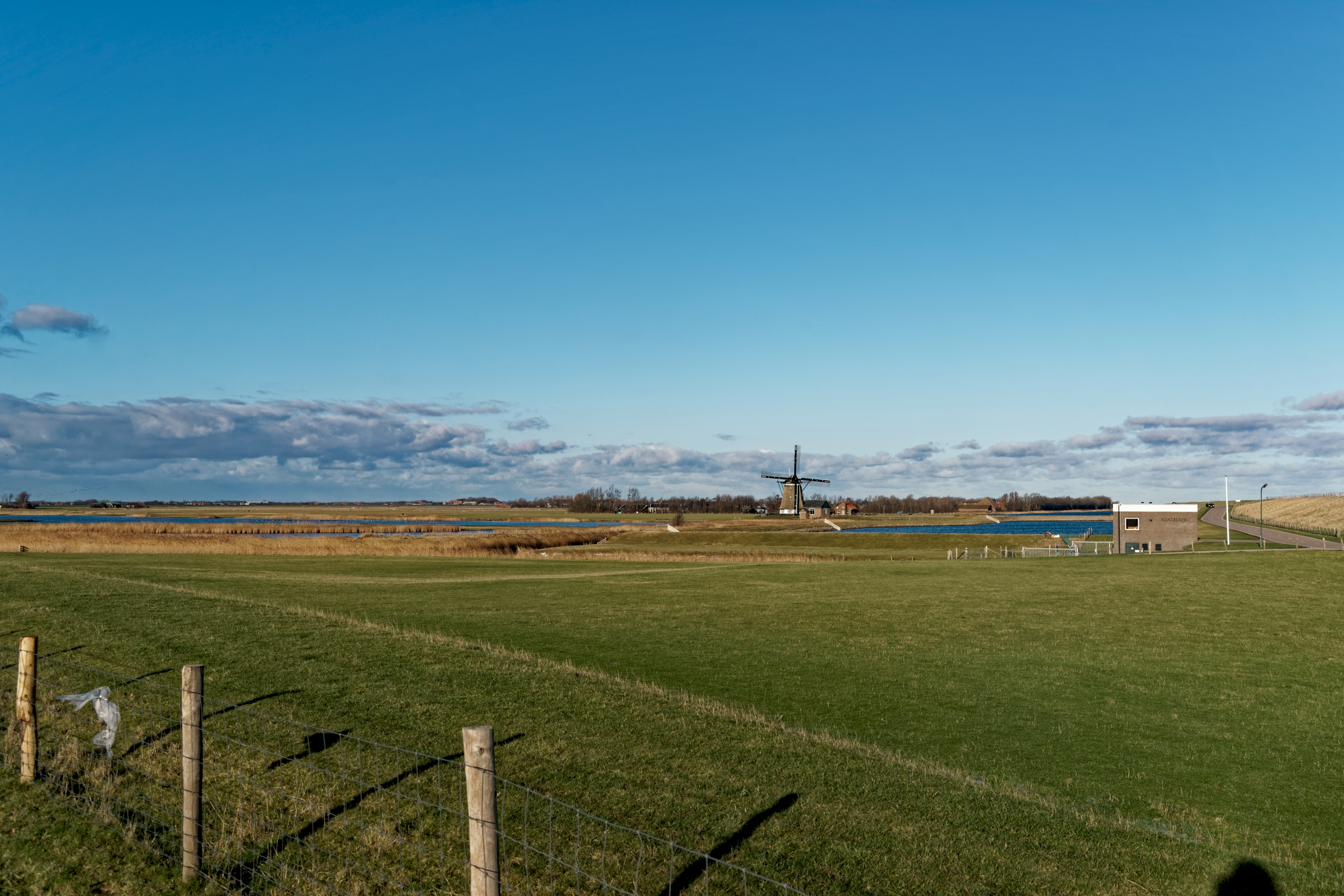
Zicht op een deel van polder Het Noorden met daarbij Molen Het Noorden

Dorpen en gehuchten: 't Horntje · De Cocksdorp · De Koog · De Waal · Den Burg · Den Hoorn · Oosterend · Oudeschild

Buurtschappen: Bargen · Burger Nieuwland · De Kuil · De Naal ·  De Nes · De Westen · Dijkmanshuizen · Driehuizen · Harkebuurt · Het Noorden · Midden-Eierland · Molenbuurt · Nieuweschild · Noord Haffel · Noorderbuurt · Ongeren · Oost · Spang · Spijkdorp · Tienhoven · Westergeest · Westermient · Zevenhuizen · Zuid-Eierland · Zuid Haffel

Noord-Holland: Steden en dorpen in Noord-Holland      Nederland: Provincies · Gemeenten